# Падуб парагвайский
Па́дуб парагва́йский (лат. Ílex paraguariénsis), также парагва́йский чай, мате́, матэ́, — вид деревьев из рода Падуб семейства Падубовые.

## Распространение
Естественный ареал вида охватывает бассейны рек Парана и Парагвай. Культурное выращивание начато в XVII веке иезуитами в районе аргентинского Междуречья. В настоящее время широко культивируется в Аргентине, Парагвае и южных регионах Бразилии для изготовления тонизирующего напитка мате.

## Биологическое описание

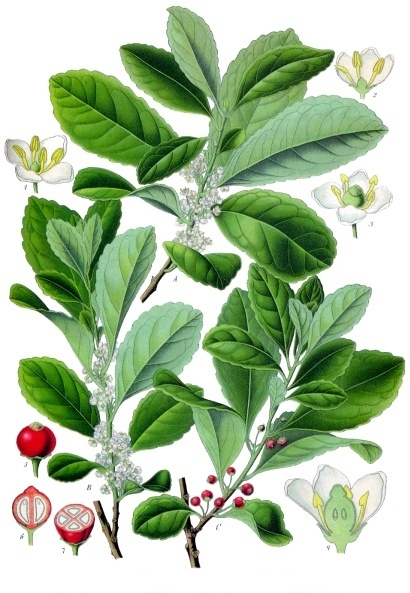
Падуб парагвайский.

Падуб парагвайский — вечнозелёный кустарник или дерево высотой до 15 метров. Листья зубчатые, длиной 7—11 см и шириной 3—5,5 см.
Цветки мелкие, зеленовато-белые, с четырьмя лепестками. Плод — костянка красного цвета диаметром 4—6 мм.

## Химический состав
В листьях содержатся: кофеин (0,7—2,0 %), теобромин (0,05 %), дубильные вещества (9—12 %), эфирное масло, витамины A, B (B5, B6, B2), C, PP, рутин, лимонная кислота, бета-амирин, ванилин, изовалериановая кислота, изокапроновая кислота, изомасляная кислота, инозитол, 2,5-ксиленол, масляная кислота, неохлорогеновая кислота, 4-оксододекановая кислота (4-оксилауриновая кислота), смола, смоляная кислота, стеариновая кислота, таннин, теофиллин, тригонеллин, урсоловая кислота, хлорогеновая кислота (5-кофеоилхинная кислота), хлорофилл, холин.

## Культивирование
Культивируемым деревьям требуются тропические температуры и высокая влажность окружающей среды, а также частые осадки, порядка 2000 мм в год, особенно во время цветения. Оптимальная температура составляет в среднем около 20 °C, хотя падуб хорошо переносит небольшие морозы. Падуб очень терпим к тени.
Предпочитает низкие места, с хорошим дренажем. Почва должна быть слабокислой, песчаной или глинистой, с мелкой или средней текстурой. Он имеет высокие требования к фосфорной кислоте и калию.
Культивируемые деревья обрезаются до максимальной высоты 8 метров для легкой уборки листьев. Каждые три-четыре года из них вырезают концевые ветви, которыe затем сушат и измельчают для приготовления. Долгое время не было известно, как размножается это дерево, потому что ни один производитель никогда не поставлял семена. Плоды должны сначала пройти через пищеварительный тракт птиц, что подготавливает семена к прорастанию (так называемая эндозоохория). Часть плодов начали скармливать курам, и выращиванию падуба ничего уже не мешало.
Из высушенных измельчённых листьев и побегов этого растения готовят напиток, бодрящий (это связано в большей степени с высоким содержанием кофеина) и обладающий лечебными свойствами. Как высушенные листья растения, так и сам напиток называются мате. Слово «мате» происходит из языка кечуа, в которой слово matí означает тыкву-лагенарию или посуду из неё.
Нынешние культивируемые плантации мате — это, несомненно, лучшая (из представленных) агротехническая система, широко используемая в Аргентине с 1915 года. Ныне используемая система требует бо́льших затрат, но позволяет значительно увеличить урожайность с гектара. Большая эффективность обусловлена улучшенной планировкой плантаций, более плотной посадкой. Из-за неё же повышаются и затраты на культивацию растений и уборку урожая. Эта система позволила Аргентине превысить производство в Бразилии, которое, несмотря на не вполне подходящие для растения условия, превосходило аргентинское.
При увеличении плотности с 1000 до 1500 растений на гектар и с 2500 до 4000 растений на гектар размеры производства могут увеличится с 1000 до 1800 кг/га и с 2100 до 3300 кг/га соответственно.
Плотная посадка не только увеличивает урожайность, но и лучше подходит для механического сбора урожая.

B год с одного дерева можно собрать 30—38 кг сухих листьев. Урожай с одного дерева собирают каждые три года, чтобы растение не «теряло силу». В XVII веке иезуиты пришли в Парагвай и основали первые большие плантации.
Вкус заваренного мате напоминает настой из овощей и травы или некоторые сорта зелёного чая. Некоторые считают, что вкус очень приятный, но, как правило, он горький. Также продается ароматизированный мате, в котором листья мате смешаны с другими травами (такими как мята перечная) или кусочками кожуры цитрусовых.
В Парагвае, Бразилии и Аргентине распространена разновидность мате, известная как мате косидо, чата мате или просто косидо (cocido), продается в пакетиках. Его часто подают подслащенным в специализированных магазинах или на улице, горячим или холодным, чистым или с фруктовым соком (особенно лаймовым — в Бразилии его называют лиман) или молоком. В Парагвае, Аргентине и на юге Бразилии его обычно употребляют на завтрак или в кафе для послеобеденного чая, часто со сладкой выпечкой.

## Лекарственное растение
Лекарственное растение: индейцы гуарани пьют настой листьев падуба с доколумбовых времен, чтобы уменьшить голод, бороться с усталостью и уменьшить стресс.

## Активные вещества
Листья падуба Парагвая содержат до двух процентов кофеина, дубильных веществ, теофиллина, эфирных масел, витаминов А, В и С и других веществ. Отвар листьев оказывает укрепляющее действие на нервную систему, снимает усталость, используется для укрепления иммунитета, а его антиоксидантные свойства замедляют старение. Это также отличное средство для детоксикации организма, подавления чувства голода и, следовательно, подходящая добавка для снижения рациона питания, поддерживает пищеварение и оказывает мочегонное действие.

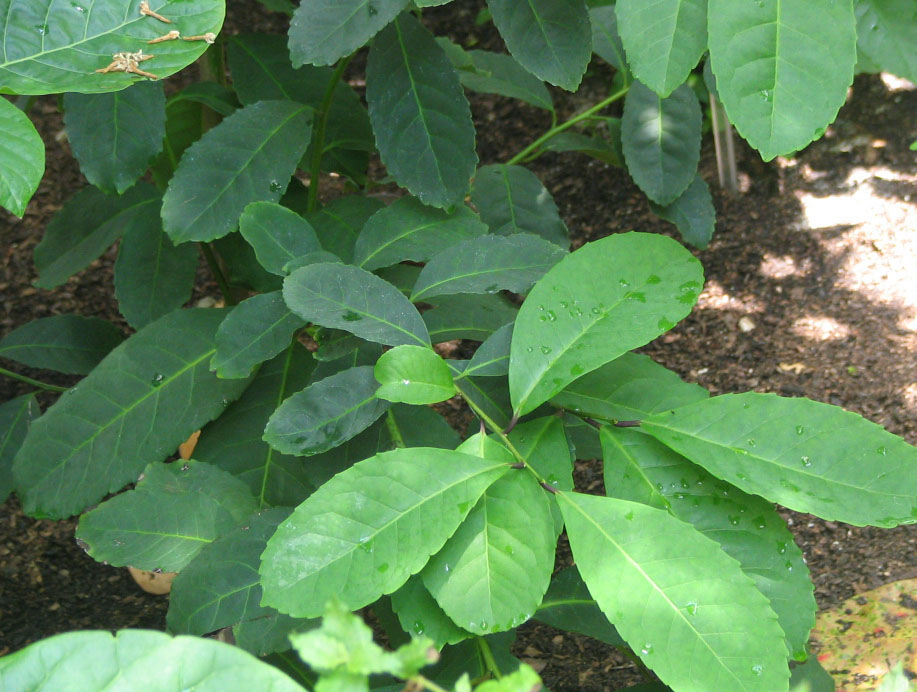
Молодой саженец
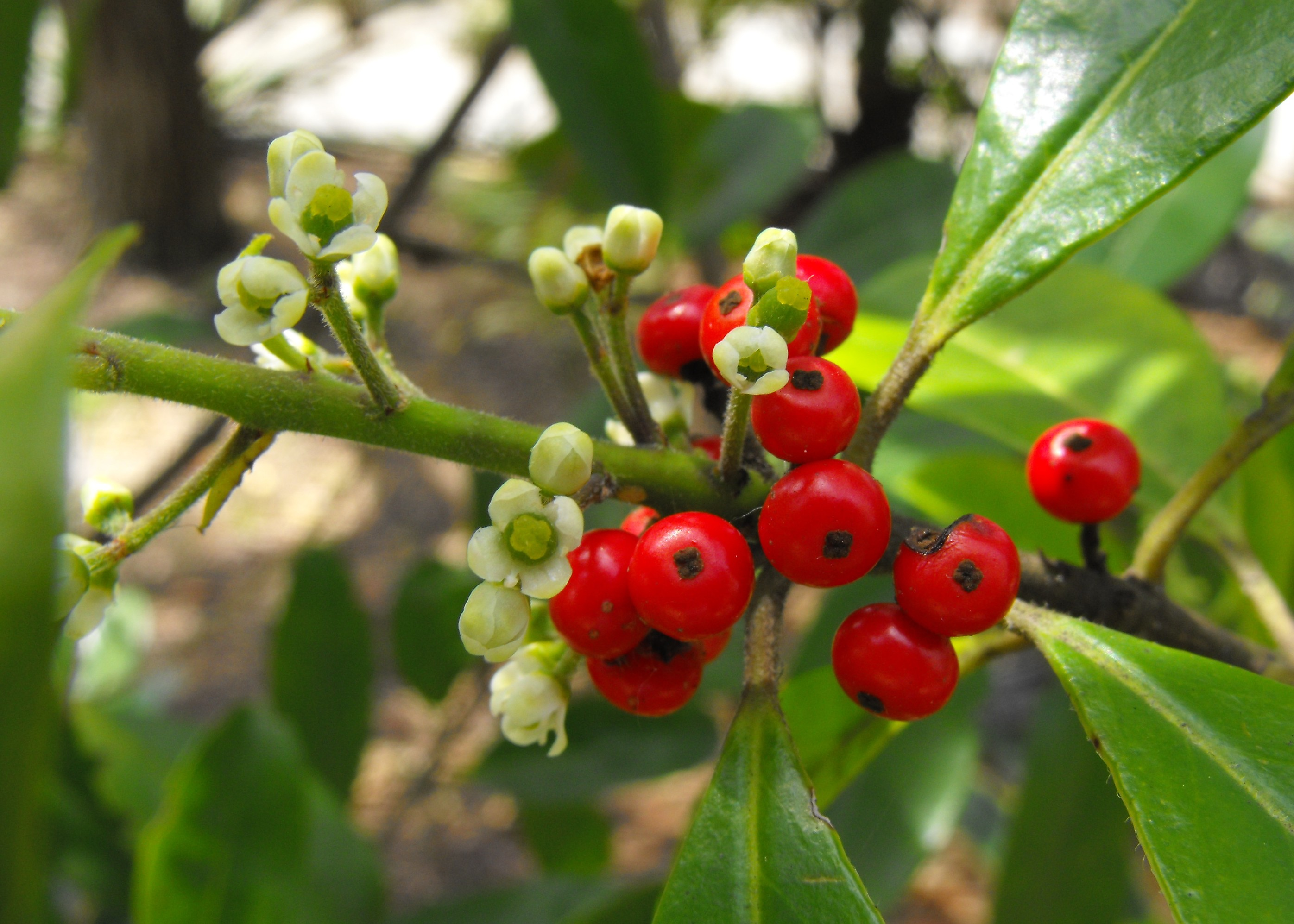
Цветки и плоды
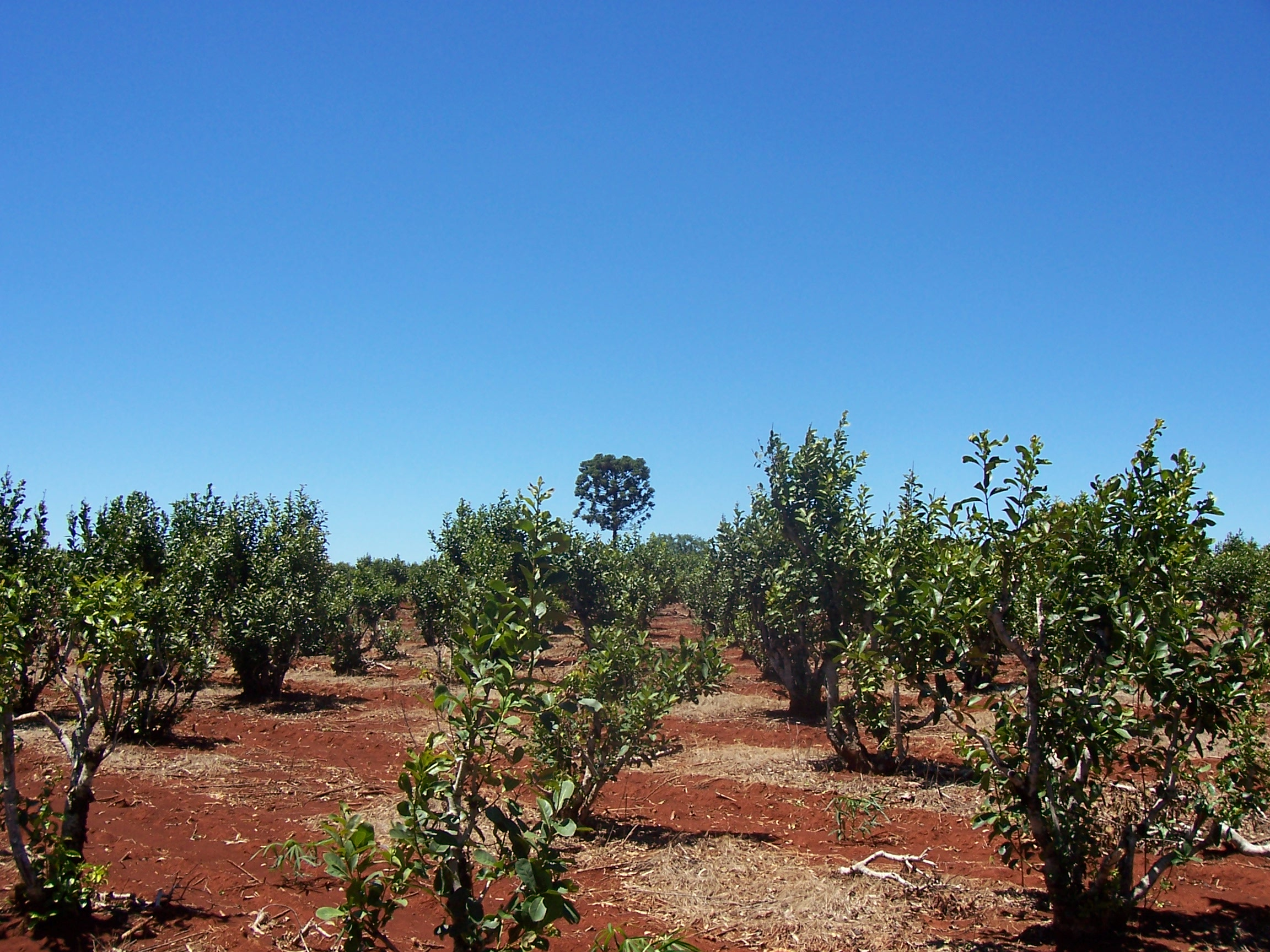
Плантация в Аргентине